# 齊利納區

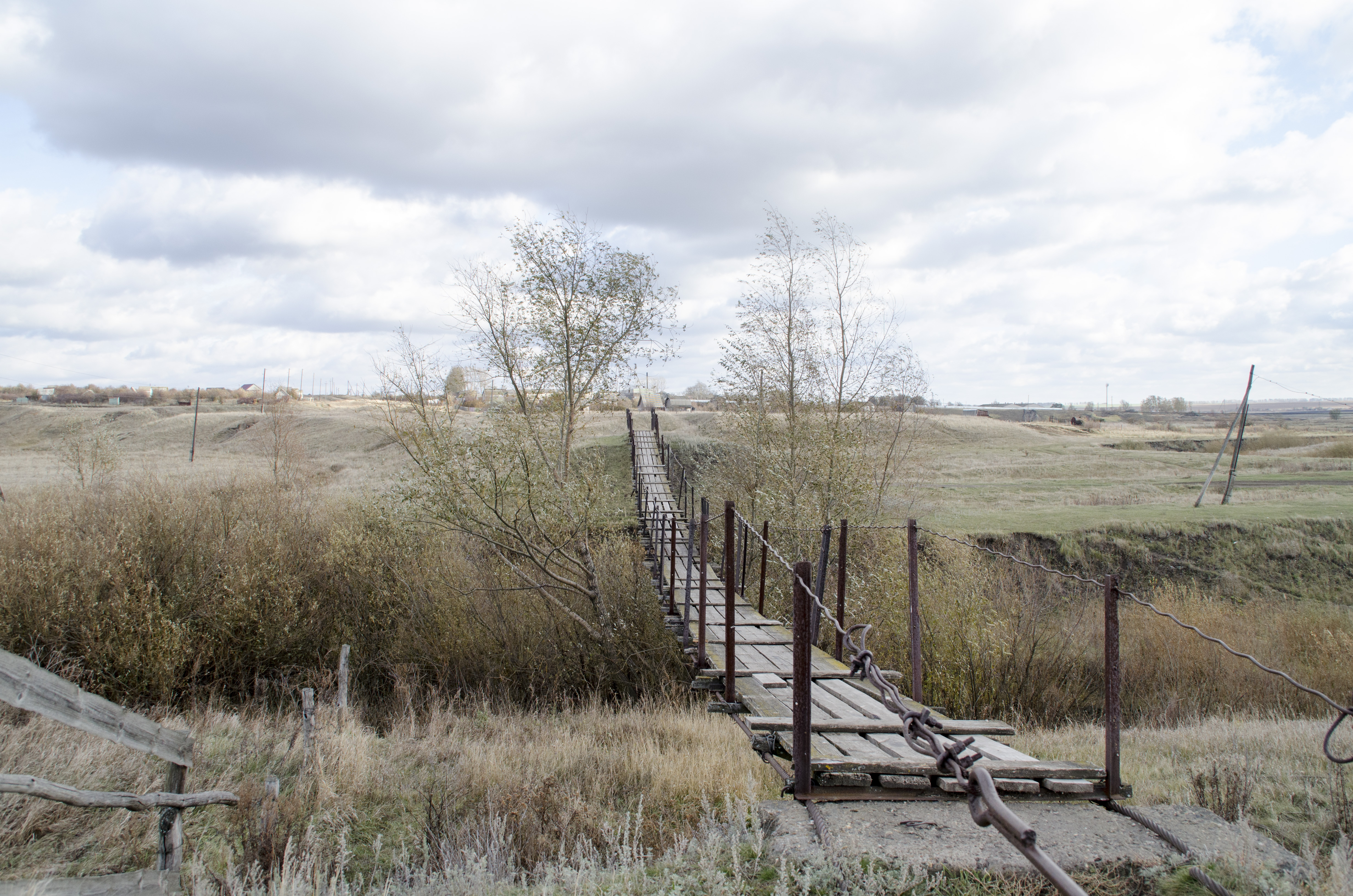

54°31′N 47°58′E / 54.517°N 47.967°E
齊利納區（俄语：Цильнинский район），是俄羅斯的一個區，位於該國西南部，由烏里揚諾夫斯克州負責管轄，面積1,293平方公里，2010年人口27,543，人口密度每平方公里21.3人。